# Pterostichus diligendus
Pterostichus diligendus är en skalbaggsart som beskrevs av Maximilien de Chaudoir. Pterostichus diligendus ingår i släktet Pterostichus och familjen jordlöpare. Inga underarter finns listade i Catalogue of Life.